# Villaflores, Motozintla
Villaflores är en ort i Mexiko.   Den ligger i kommunen Motozintla och delstaten Chiapas, i den sydöstra delen av landet, 900 km sydost om huvudstaden Mexico City. Villaflores ligger 1 482 meter över havet och antalet invånare är 251.
Terrängen runt Villaflores är bergig åt sydväst, men åt nordost är den kuperad. Runt Villaflores är det ganska tätbefolkat, med 134 invånare per kvadratkilometer. Närmaste större samhälle är Motozintla de Mendoza, 6,8 km nordost om Villaflores. I omgivningarna runt Villaflores växer i huvudsak städsegrön lövskog.